# Voissant
Voissant est une commune française située dans le département de l'Isère, en région Auvergne-Rhône-Alpes.
Les habitants dont dénommées les Voissigniauds, ou les Voissantais. La première appellation est la plus courante.

## Géographie

### Situation et description
Voissant est une commune du parc naturel régional de la Chartreuse. La commune, limitrophe de la Savoie, est délimitée au nord par les gorges du Guiers (dites Gorges de Chailles, que Jean-Jacques Rousseau visita en septembre 1731 et dont il nous a laissé une description) jusqu'au belvédère des « Trois Évêchés » (jadis point de jonction des diocèses de Vienne, Grenoble et Chambéry). À l'ouest, la délimitation est faite par l'Ainan, jusqu'au confluent de l'Ainan et du Guiers.

### Communes limitrophes
|             | Saint-Albin-de-Vaulserre | Saint-Béron (73)     |
| Saint-Bueil | Voissant                 |                      |
| Merlas      | Miribel-les-Échelles     | Miribel-les-Échelles |

### Climat
Pour des articles plus généraux, voir Climat d'Auvergne-Rhône-Alpes et Climat de l'Isère.
En 2010, le climat de la commune est de type climat de montagne, selon une étude du Centre national de la recherche scientifique s'appuyant sur une série de données couvrant la période 1971-2000. En 2020, Météo-France publie une typologie des climats de la France métropolitaine dans laquelle la commune est exposée à un climat de montagne ou de marges de montagne et est dans la région climatique Alpes du nord, caractérisée par une pluviométrie annuelle de 1 200 à 1 500 mm, irrégulièrement répartie en été.
Pour la période 1971-2000, la température annuelle moyenne est de 10,7 °C, avec une amplitude thermique annuelle de 18,2 °C. Le cumul annuel moyen de précipitations est de 1 376 mm, avec 9,1 jours de précipitations en janvier et 7,8 jours en juillet. Pour la période 1991-2020, la température moyenne annuelle observée sur la station météorologique de Météo-France la plus proche, « Pont-de-Beauvoisin », sur la commune du Pont-de-Beauvoisin à 6 km à vol d'oiseau, est de 11,8 °C et le cumul annuel moyen de précipitations est de 1 166,3 mm,. Pour l'avenir, les paramètres climatiques de la commune estimés pour 2050 selon différents scénarios d'émission de gaz à effet de serre sont consultables sur un site dédié publié par Météo-France en novembre 2022.

### Hydrographie
Le territoire de la commune est principalement bordé par deux cours d'eau notables : 
- à l'est, le Guiers, une rivière de type torrentiel d'une longueur de 50 km[7], qui marqua autrefois la frontière entre la France et la Savoie ;
- à l'ouest, l'Ainan, d'une longueur de 16 km, conflue avec le Guiers au nord du territoire de la commune à environ 280 m d'altitude[8].

### Voies de communication
Le bourg central et ses principaux hameaux sont situés à l'écart des grandes voies de circulation, la seule route notable est la route départementale 82k (RD 82k), qui traverse le bourg, relie la RD 1075 (commune de Saint-Albin-de-Vaulserre, hameau de la Buquinière) à la commune de Miribel-les-Échelles par raccordement à la RD28.
La gare ferroviaire française la plus proche est la gare de Pont-de-Beauvoisin située à environ de cinq kilomètres du bourg central.

## Urbanisme

### Typologie
Au 1er janvier 2024, Voissant est catégorisée commune rurale à habitat dispersé, selon la nouvelle grille communale de densité à sept niveaux définie par l'Insee en 2022.
Elle est située hors unité urbaine et hors attraction des villes,.

### Occupation des sols
L'occupation des sols de la commune, telle qu'elle ressort de la base de données européenne d’occupation biophysique des sols Corine Land Cover (CLC), est marquée par l'importance des territoires agricoles (53,4 % en 2018), une proportion identique à celle de 1990 (53,4 %). La répartition détaillée en 2018 est la suivante : 
forêts (46,6 %), zones agricoles hétérogènes (29 %), prairies (24,4 %). L'évolution de l’occupation des sols de la commune et de ses infrastructures peut être observée sur les différentes représentations cartographiques du territoire : la carte de Cassini (XVIIIe siècle), la carte d'état-major (1820-1866) et les cartes ou photos aériennes de l'IGN pour la période actuelle (1950 à aujourd'hui).

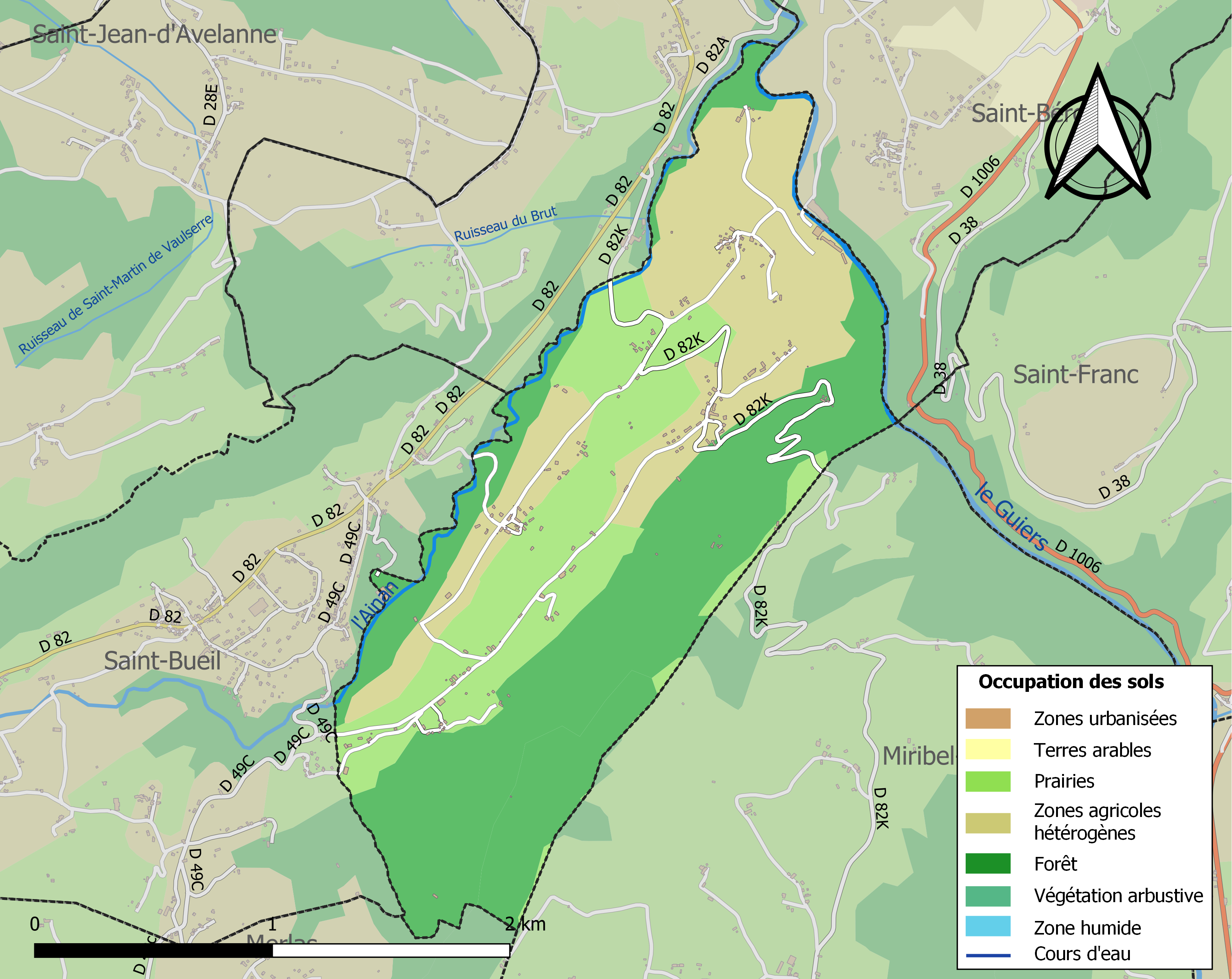
Carte des infrastructures et de l'occupation des sols de la commune en 2018 (CLC).

### Hameaux, lieux-dits et écarts
Voici, ci-dessous, la liste la plus complète possible des divers hameaux, quartiers et lieux-dits résidentiels urbains comme ruraux qui composent le territoire de la commune de Voissant, présentés selon les références toponymiques fournies par le site géoportail de l'Institut géographique national.
| - Verchère - la Conversière - Vieux Château - la Buigière | - la Chanéaz - Bois de Bellegarde - Renardière |

### Risques naturels et technologiques

#### Risques sismiques
L'ensemble du territoire de la commune de Voissant est situé en zone de sismicité no 4 (sur une échelle de 1 à 5), non loin de la zone no 3 située plus à l'ouest.
| Type de zone | Niveau            | Définitions (bâtiment à risque normal) |
| ------------ | ----------------- | -------------------------------------- |
| Zone 4       | Sismicité moyenne | accélération = 1,6 m/s2                |

## Toponymie
Voissen au XIIe siècle, Voissent au XIIIe siècle, puis Voissancium.
Selon André Planck, auteur du livre L'origine du nom des communes du département de l'Isère, le nom de Voissant est probablement dérivé du mot latin « vicinus », dont le latin populaire a donné voicinus signifiant « voisin ».

## Histoire

### Préhistoire et Antiquité
La découverte sur la commune voisine de Domessin, située en Savoie, d'un polissoir et de haches en pierre polie, permet d'indiquer que les rives du Guiers furent habitées à la fin de la période néolithique, durant les IIIe et IVe millénaires av. J.-C.
Le secteur de la vallée du Guiers se situe à l'ouest du territoire antique des Allobroges, ensemble de tribus gauloises occupant l'ancienne Savoie, ainsi que la partie du Dauphiné, située au nord de la rivière Isère.

### Époque contemporaine
En 1790, la commune de Vaulserre était née du mandement de Vaulserre, auquel on avait ajouté la partie de la paroisse de Saint-Bueil qui appartenait jusqu'alors au mandement de Saint-Geoire. Après l'intermède des municipalités de canton, la commune de Vaulserre se scinda en 1801, donnant naissance aux communes de Saint-Albin de Vaulserre, Saint-Martin de Vaulserre, Saint-Bueil et Voissant.

## Politique et administration

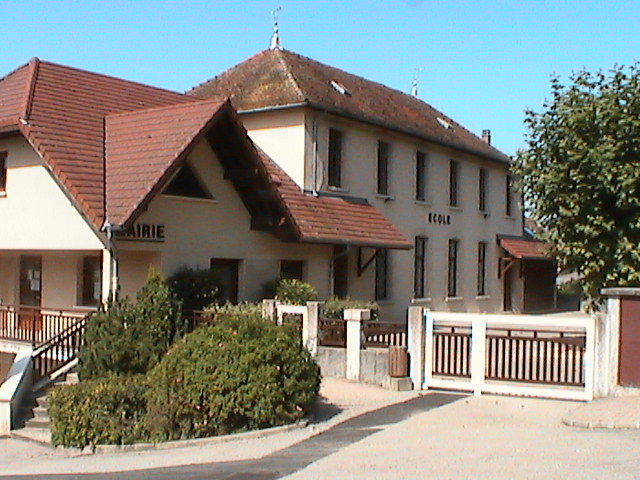
Mairie-école de Voissant.

### Tendances politiques et résultats
Élections présidentielles : résultats des seconds tours entre 1965 et 2012
| Année | Abstention | Candidat                 | Parti | Voix | % Voissant | % Canton | %France |
| ----- | ---------- | ------------------------ | ----- | ---- | ---------- | -------- | ------- |
| 2012  | 15.98 %    | Nicolas SARKOZY          | UMP   | 86   | 58.11 %    | 54.24 %  | 48.38 % |
| 2007  | 14.69 %    | Nicolas SARKOZY          | UMP   | 101  | 70.62 %    | 59.40 %  | 53.06 % |
| 2002  | 19.88 %    | Jacques CHIRAC           | UMP   | 94   | 70.67 %    | 76.00 %  | 82.21 % |
| 1995  | 13.09 %    | Jacques CHIRAC           | RPR   | 88   | 63.77 %    | 58.21 %  | 52.64 % |
| 1988  | 18.00 %    | Jacques CHIRAC           | RPR   | 70   | 59.32 %    | 50.22 %  | 45.98 % |
| 1981  | 19.58 %    | Valéry GISCARD D'ESTAING | UDF   | 71   | 60.68 %    | 52.69 %  | 48.24 % |
| 1974  | 14.46 %    | Valéry GISCARD D'ESTAING | RI    | 67   | 53.17 %    | 55.96 %  | 50.81 % |
| 1969  | 27.77 %    | Georges POMPIDOU         | UDR   | 53   | 59.55 %    | 51.02 %  | 58.21 % |
| 1965  | 22.65 %    | Charles DE GAULLE        | UNR   | 60   | 60.60 %    | 57.88 %  | 55.20 % |

### Liste des maires
| Période                                  | Période  | Identité       | Étiquette | Qualité                                                       |
| ---------------------------------------- | -------- | -------------- | --------- | ------------------------------------------------------------- |
| 1953                                     | 1972     | Auguste Gergot | DVD       | -                                                             |
| 1972                                     | 1995     | Roger Buscoz   | DVD       | -                                                             |
| 1995                                     | 2014     | Lucien Bertet  | UMP       | -                                                             |
| 2014                                     | En cours | Bruno Cattin   | DVD       | Président de la Communauté d'agglomération du Pays Voironnais |
| Les données manquantes sont à compléter. |          |                |           |                                                               |

## Population et société

### Démographie
L'évolution du nombre d'habitants est connue à travers les recensements de la population effectués dans la commune depuis 1800. Pour les communes de moins de 10 000 habitants, une enquête de recensement portant sur toute la population est réalisée tous les cinq ans, les populations de référence des années intermédiaires étant quant à elles estimées par interpolation ou extrapolation. Pour la commune, le premier recensement exhaustif entrant dans le cadre du nouveau dispositif a été réalisé en 2004.

En 2022, la commune comptait 236 habitants, en évolution de +7,27 % par rapport à 2016 (Isère : +3,07 %, France hors Mayotte : +2,11 %).
| 1800 | 1806 | 1821 | 1831 | 1836 | 1841 | 1846 | 1851 | 1856 |
| ---- | ---- | ---- | ---- | ---- | ---- | ---- | ---- | ---- |
| 322  | 358  | 397  | 409  | 414  | 382  | 344  | 334  | 335  |

| 1861 | 1866 | 1872 | 1876 | 1881 | 1886 | 1891 | 1896 | 1901 |
| ---- | ---- | ---- | ---- | ---- | ---- | ---- | ---- | ---- |
| 281  | 311  | 293  | 334  | 324  | 322  | 331  | 309  | 314  |

| 1906 | 1911 | 1921 | 1926 | 1931 | 1936 | 1946 | 1954 | 1962 |
| ---- | ---- | ---- | ---- | ---- | ---- | ---- | ---- | ---- |
| 324  | 317  | 300  | 293  | 276  | 259  | 207  | 255  | 208  |

| 1968 | 1975 | 1982 | 1990 | 1999 | 2004 | 2006 | 2009 | 2014 |
| ---- | ---- | ---- | ---- | ---- | ---- | ---- | ---- | ---- |
| 218  | 180  | 165  | 204  | 208  | 222  | 215  | 208  | 220  |

| 2019 | 2022 | - | - | - | - | - | - | - |
| ---- | ---- | - | - | - | - | - | - | - |
| 234  | 236  | - | - | - | - | - | - | - |

### Enseignement
La commune est rattachée à l'académie de Grenoble.
L'école de Voissant a été lauréate nationale des Nets d'Or @ école en 2000. Malheureusement, le site internet créé par la classe n'est plus maintenu depuis longtemps, l'école du village étant désormais fermée (depuis juin 2009).

### Cultes
La communauté catholique et l'église de Voissant (propriété de la commune) dépendent de la paroisse Saint-Jacques de la Marche qui comprend vingt autres églises du secteur. Cette paroisse est rattachée au diocèse de Grenoble-Vienne.

## Économie

### Secteur agricole
Le commune fait partie de l'aire géographique de production et transformation du « Bois de Chartreuse », la première AOC de la filière Bois en France,.

## Culture locale et patrimoine

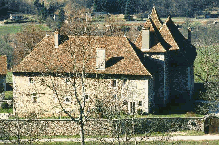
Le vieux château de Voissant.

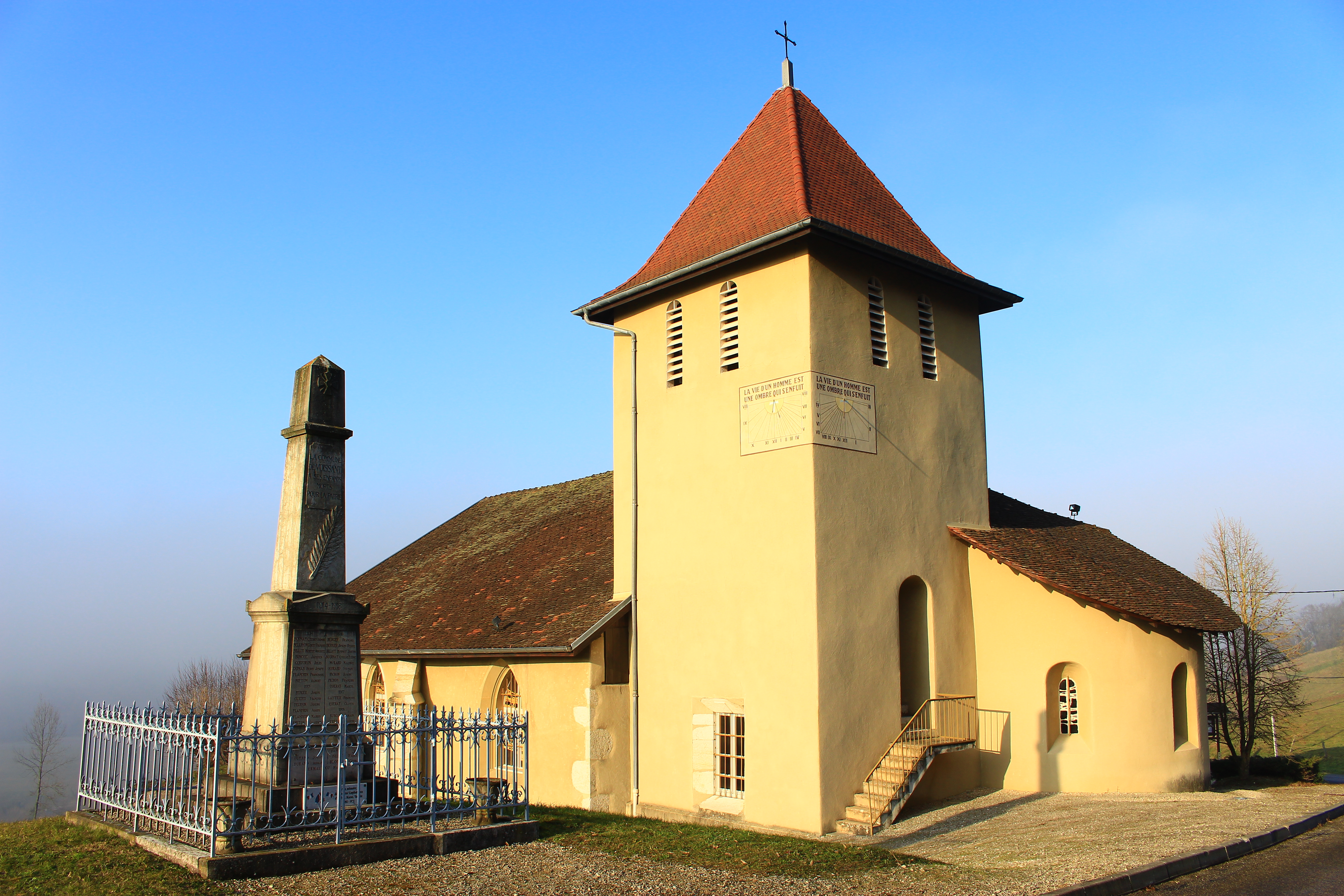
Église de Voissant.

### Lieux et monuments

#### L'église de Voissant
Cette église paroissiale Saint-Antoine de Voissant est la plus ancienne du diocèse de Grenoble-Vienne, elle date du XIe siècle. 
L'édifice a été restauré en 1968.

#### Le Vieux Château
En haut du bourg se trouve le château de Voissant ou ancien château, datant du XVIe siècle et remanié au XVIIe siècle, dont les façades, la toiture et l'escalier intérieur ont été inscrits à l'inventaire des Monuments historiques par arrêté du 3 octobre 1983.
Celui-ci est situé à l'écart du petit village de Voissant. Visible depuis la petite route qui longe son portail et l'ensemble du domaine, le château se présente sous la forme de deux corps de logis en équerre dont l'un est flanqué de deux tours carrées.

#### Le château de la Chanéaz
Dans le hameau de la Chanéaz se trouve le château de la Chanéaz, également dit Château Gravier, du nom de l'ancien propriétaire. Ce château, de facture contemporaine, a appartenu à une famille d'industriels du tissage des Vals d'Ainan.

### Patrimoine naturel
La commune est adhérente au parc naturel régional de Chartreuse.

"Quelques
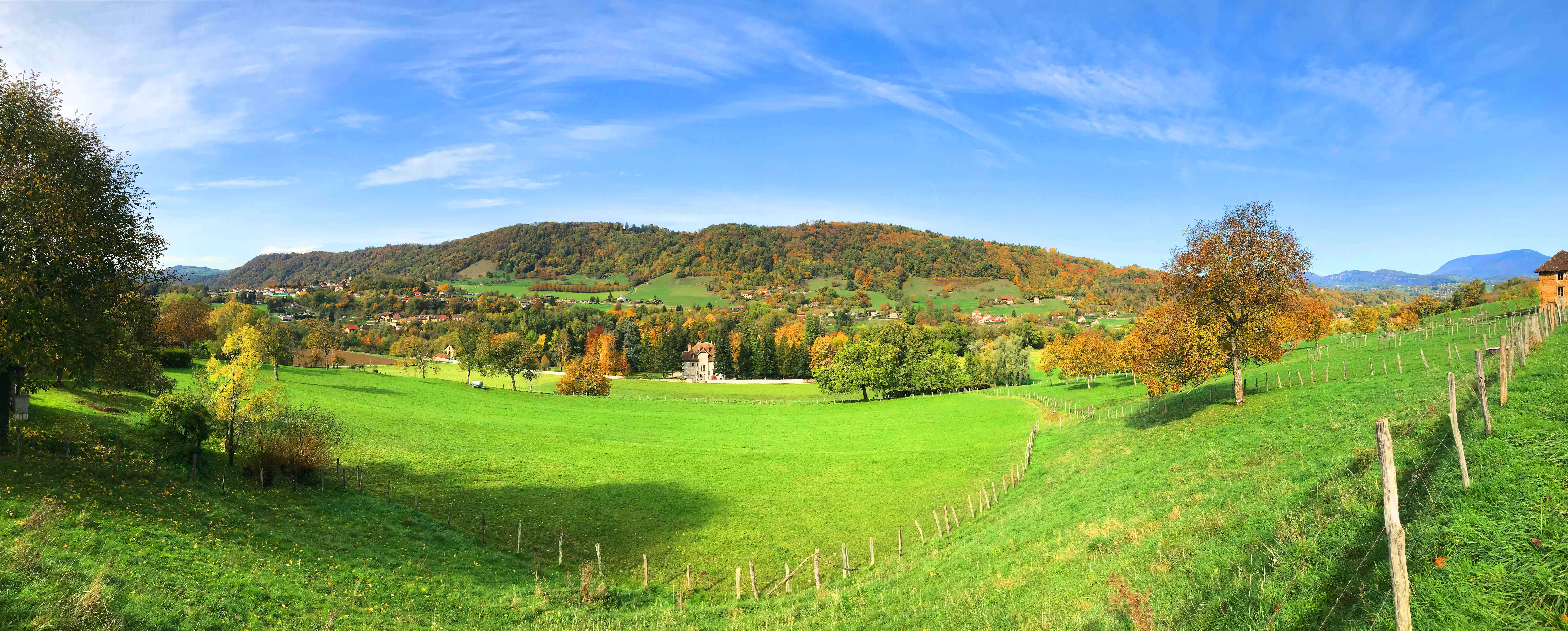
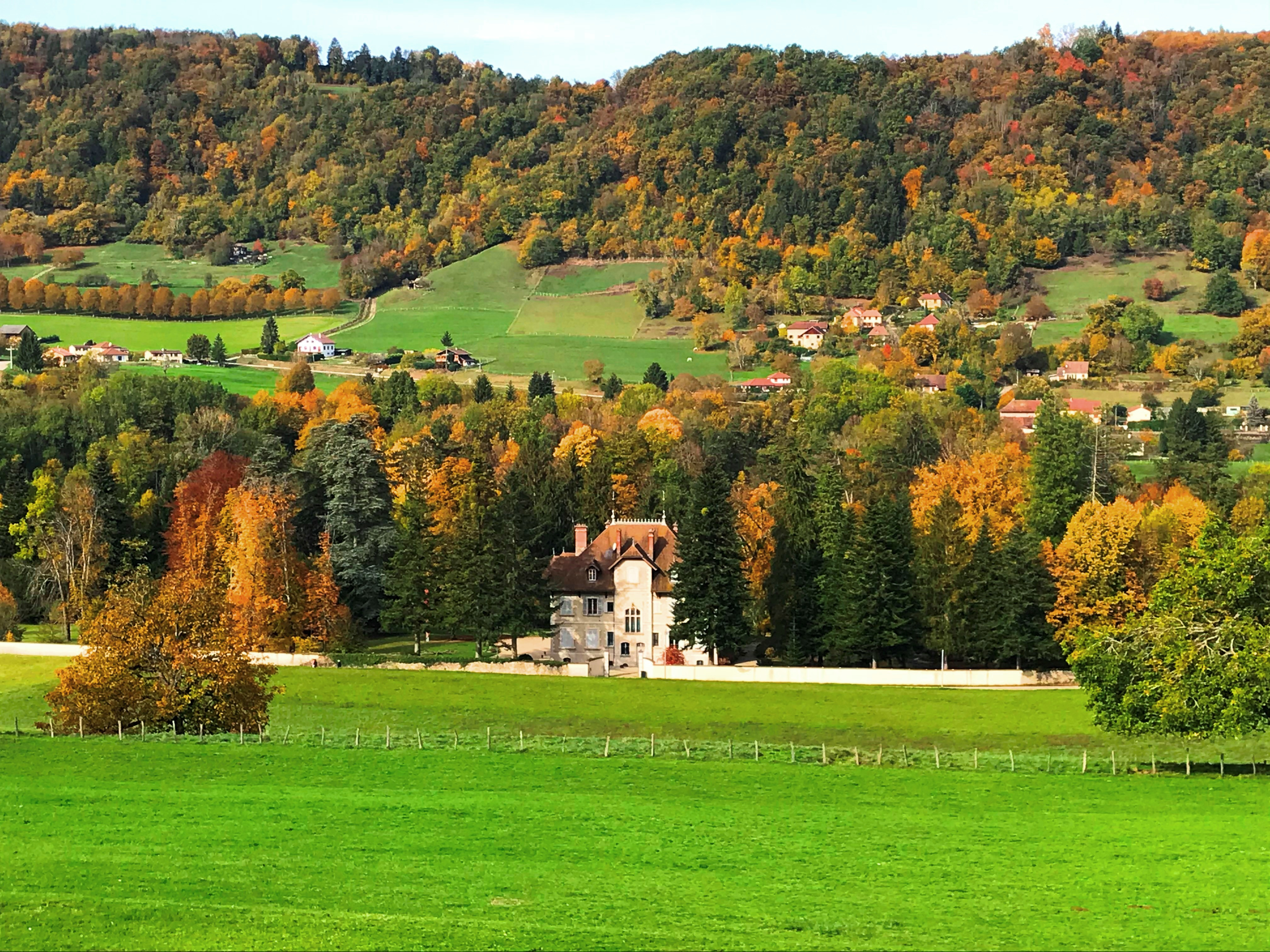
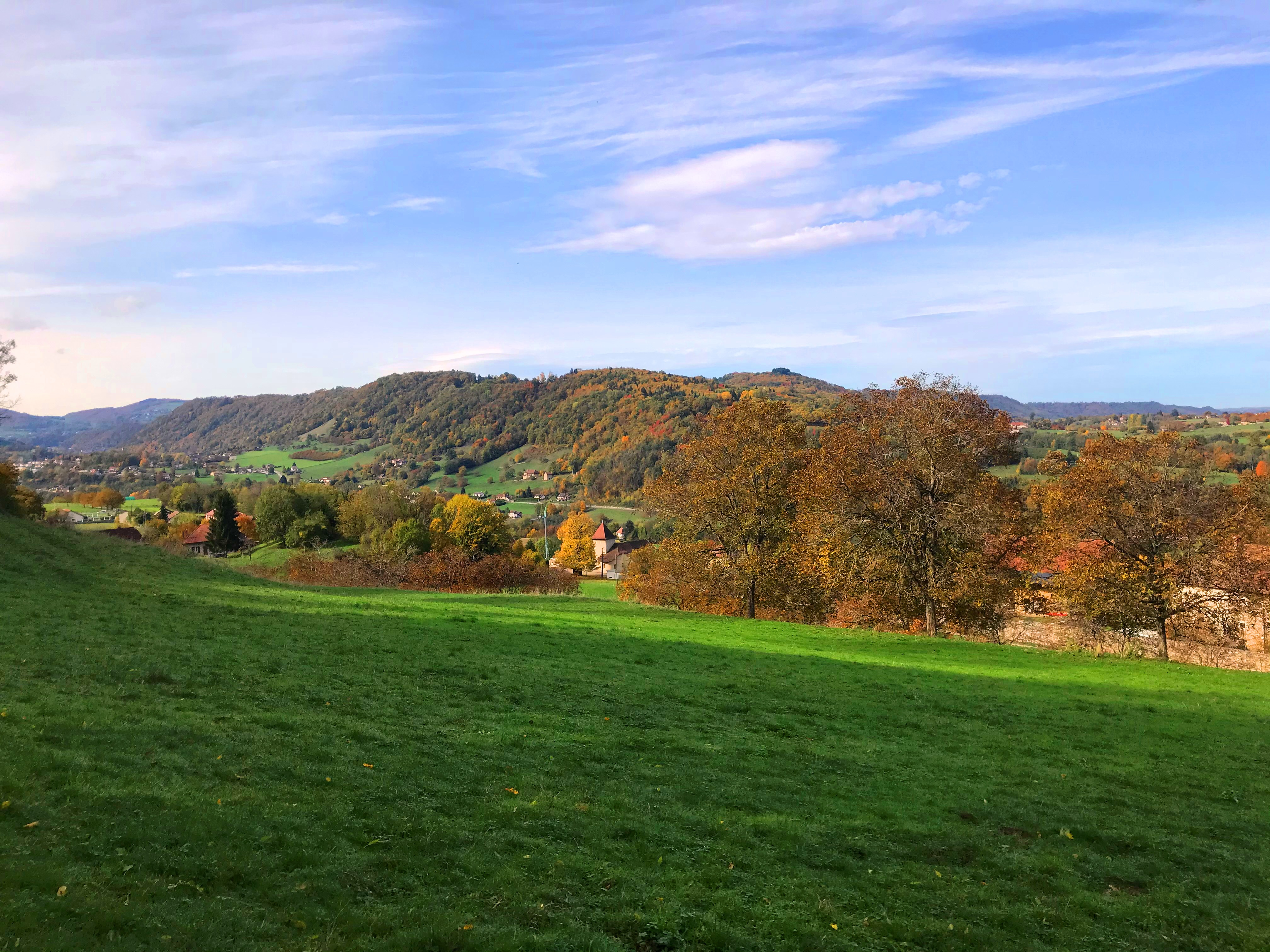
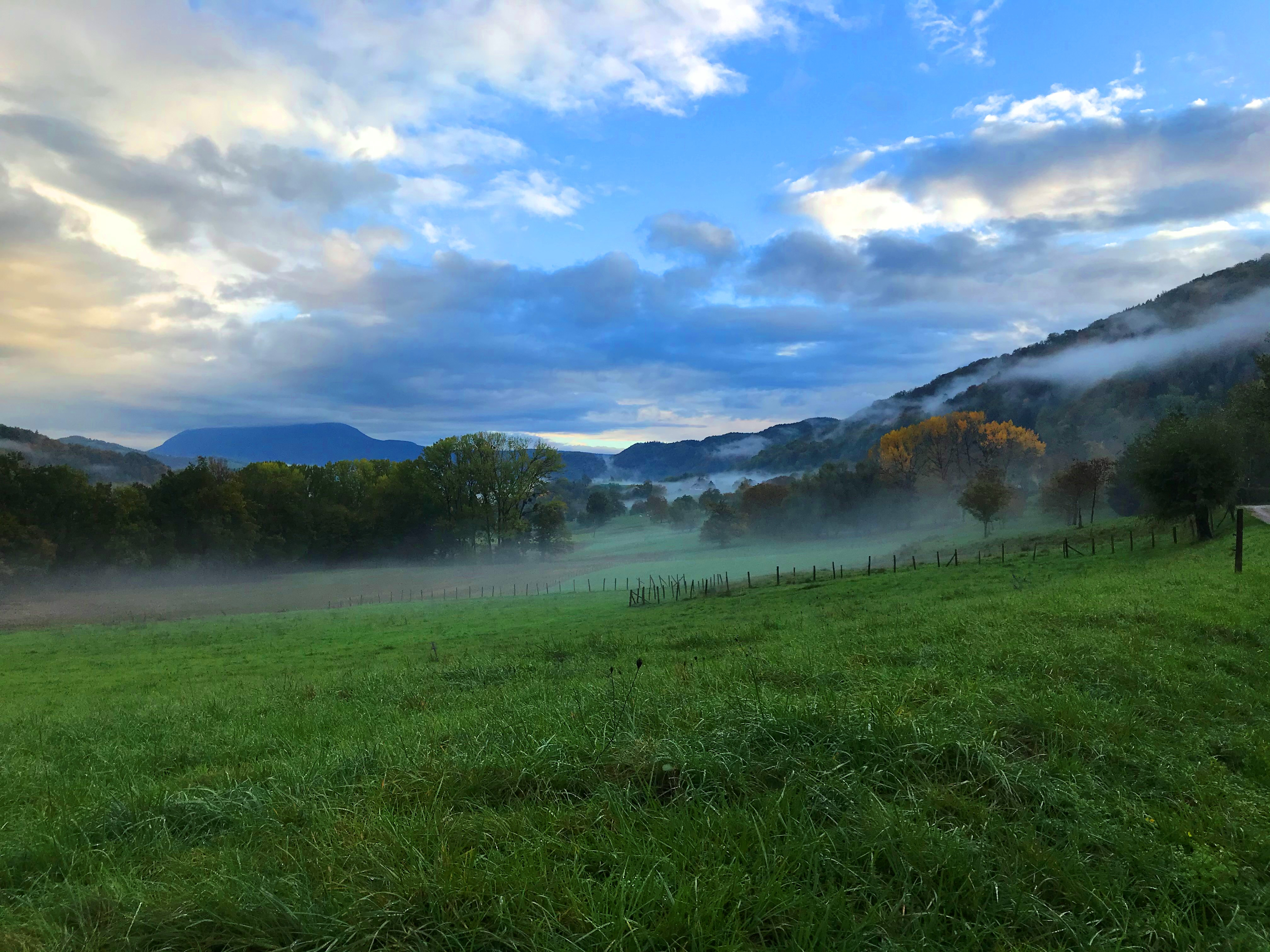
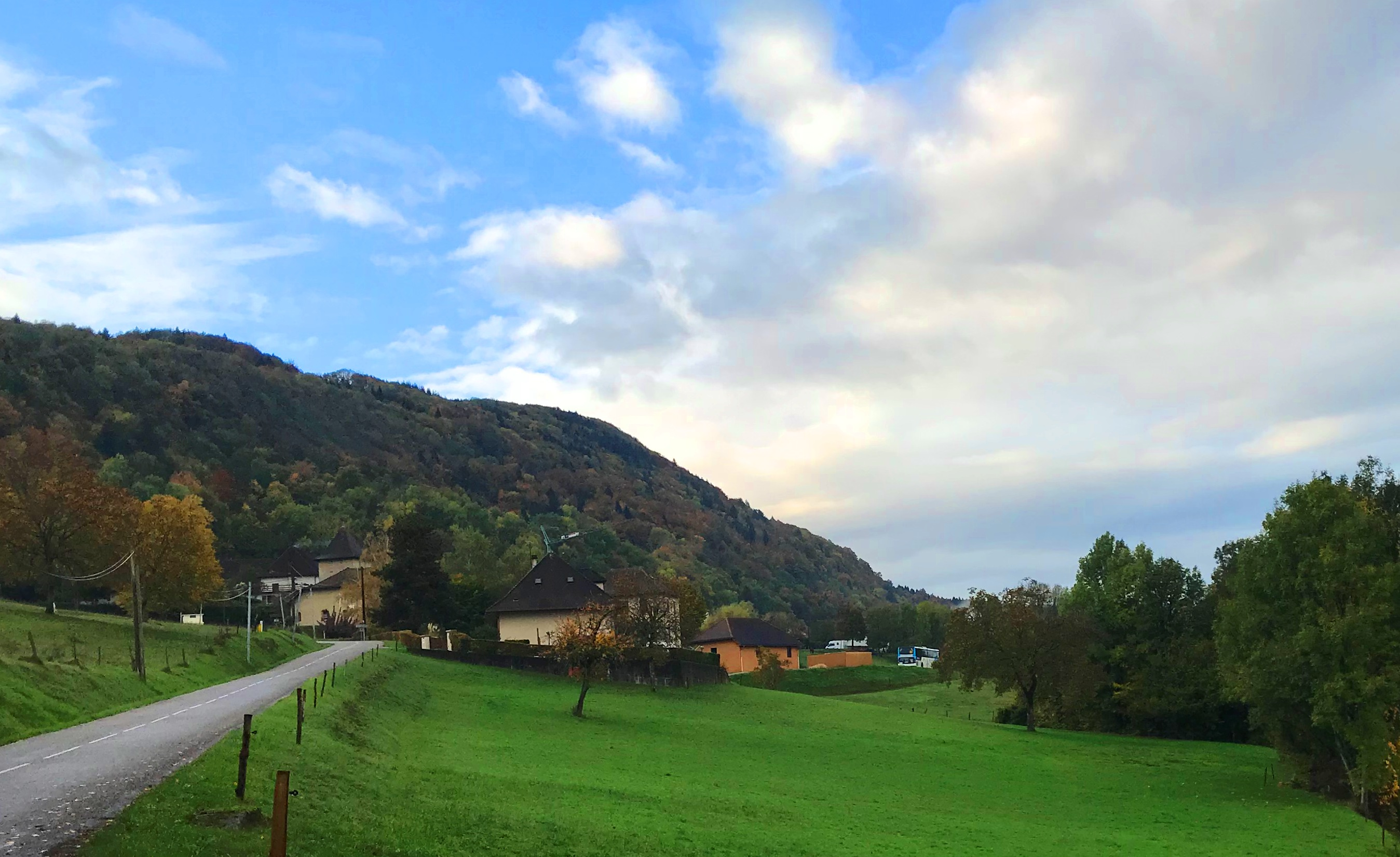
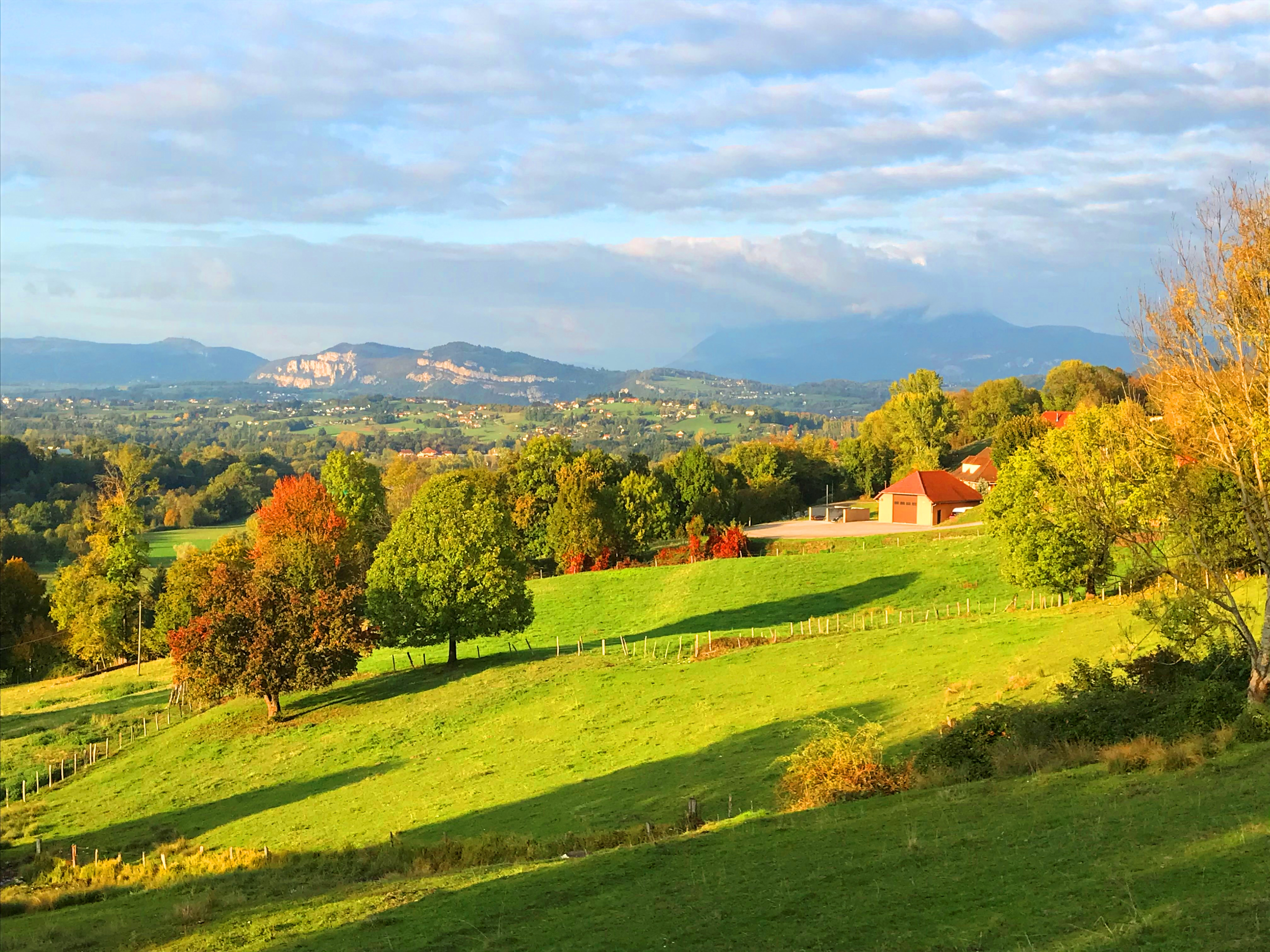

- Quelques photos de Voissant

### Personnalités liées à la commune

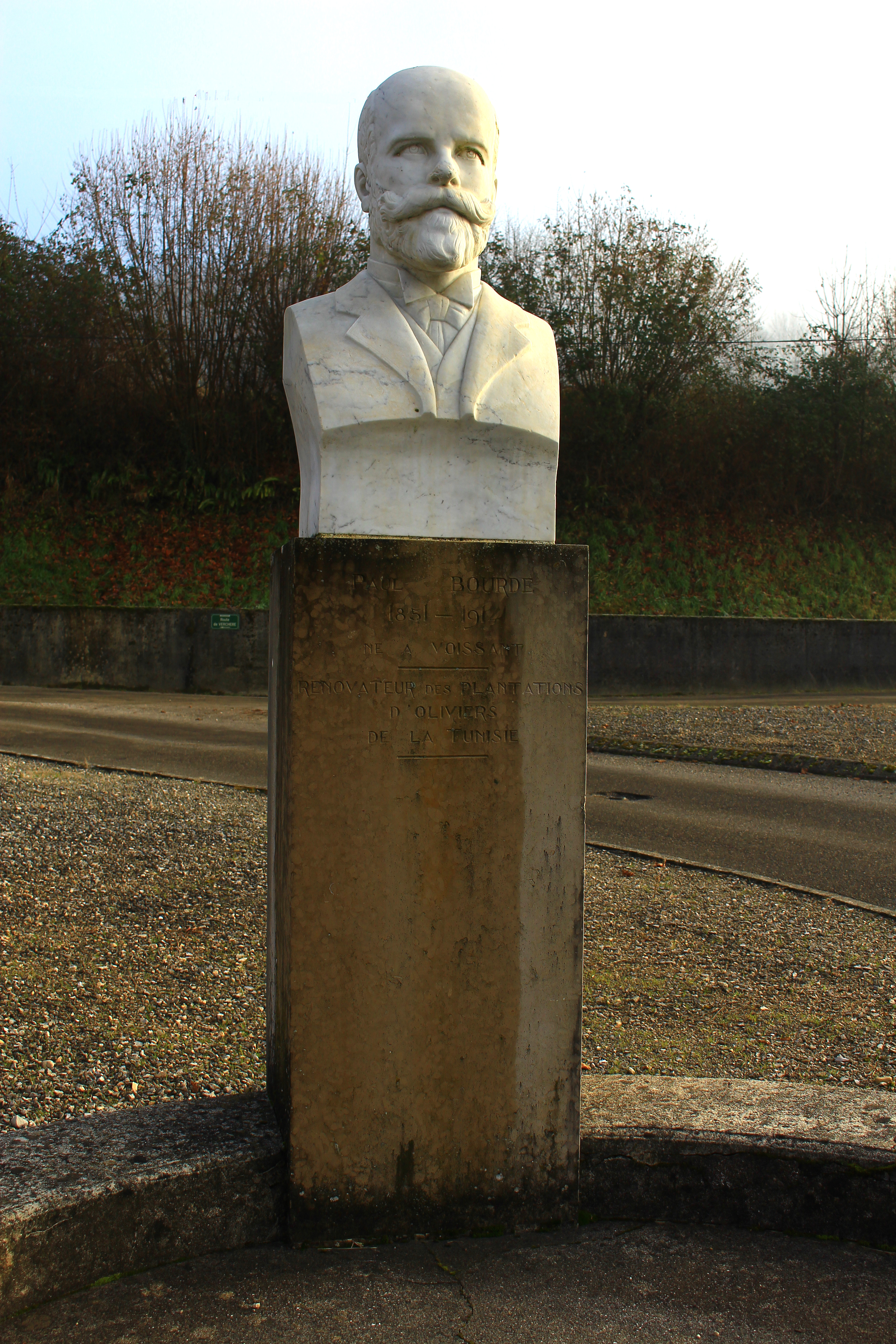
Buste de Paul Bourde

- Paul Bourde (1851-1914) est né à Voissant. Un buste le représentant est installé à l'entrée de la commune, à une croisée de chemins. Ami de collège d'Arthur Rimbaud, il a réintroduit la culture de l'olivier en Tunisie. Correspondant au journal Le Temps (l'ancêtre du Monde), Paul Bourde a beaucoup écrit. Outre ses récits de voyages (ex : De Paris au Tonkin, publié en 1885), il a beaucoup écrit sur la Révolution et la période napoléonienne sous le pseudonyme Paul Delion. Il est également auteur de pièces de théâtre sous le pseudonyme Paul Anthelme.
- Le contrebandier Mandrin (1725-1755) passa fréquemment par Voissant, commune limitrophe entre le Dauphiné et la Savoie.
- Pierre Mignerey, cinq fois champion de France de ski de fond dans les années 1990, ancien directeur sportif de l'équipe de France de ski de fond et actuel directeur du ski de fond mondiale (fis) passa toute sa scolarité primaire à l'école de Voissant.

### Héraldique
|  | Voissant possède des armoiries dont l'origine et le blasonnement exact ne sont pas disponibles. |